# Maria Radu
Maria Radu (Rumania, 25 de mayo de 1959) es una atleta rumana retirada especializada en la prueba de 1500 m, en la que consiguió ser subcampeona europea en pista cubierta en 1983.

## Carrera deportiva
En la Universiada de Verano de 1983 celebrada en Edmonton ganó la medalla de oro en los 3000 metros, con un tiempo de 9:04.32 segundos, por delante de la soviética Yelena Malychina y la canadiense Lynn Williams.
En el Campeonato Europeo de Atletismo en Pista Cubierta de 1983 ganó la medalla de plata en los 1500 metros, con un tiempo de 4:17.16 segundos, tras la alemana Brigitte Kraus y por delante de la checoslovaca Ivana Kleinová.